# Proton Savvy
Proton Savvy — переднеприводной субкомпактный легковой автомобиль, выпускающийся малайзийской компанией Proton Edar Sdr Holding с июня 2005 по 2013 год. Вытеснен с конвейера автомобилем Proton Iriz.

## История

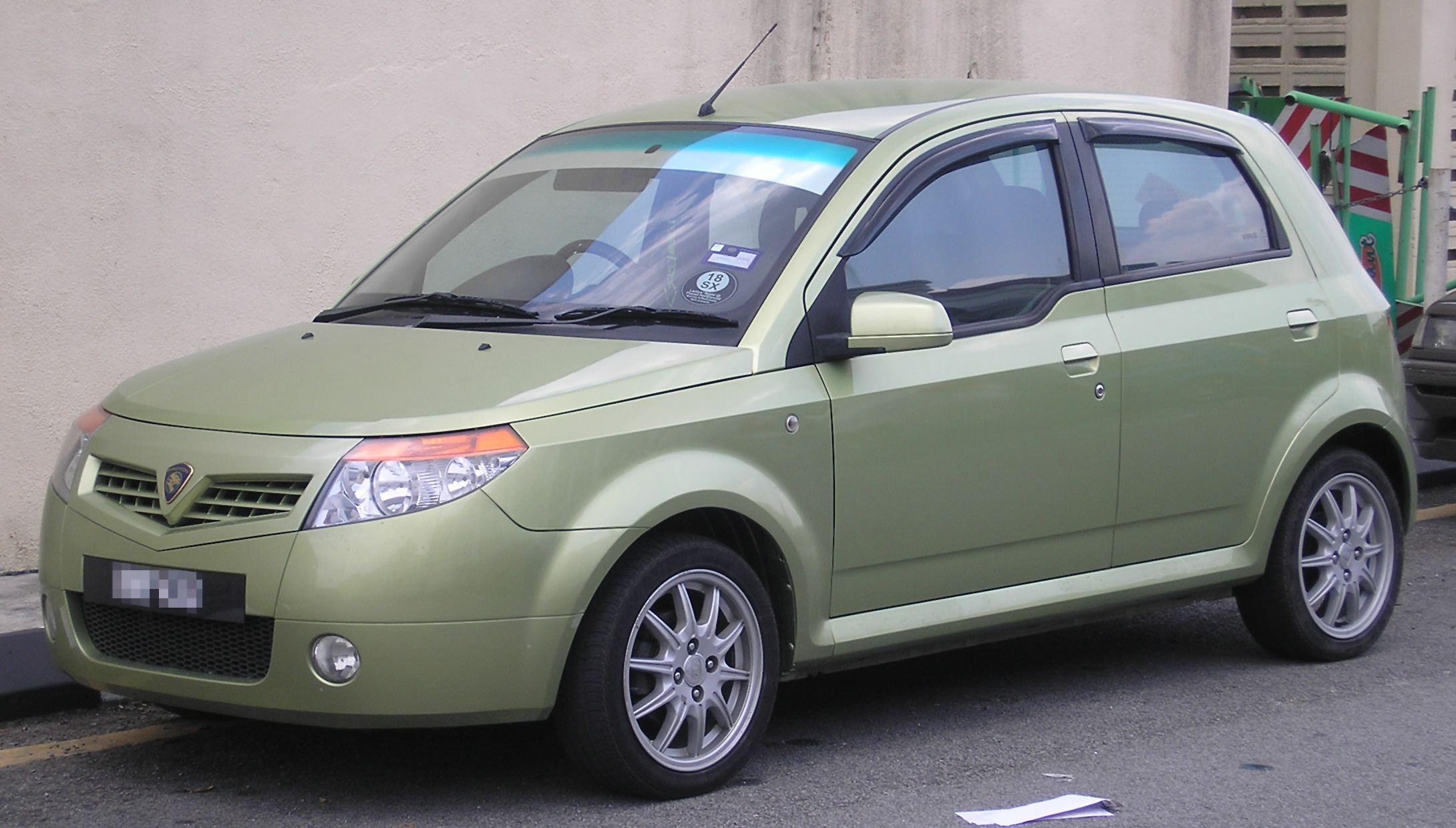
Proton Savvy до фейслифтинга

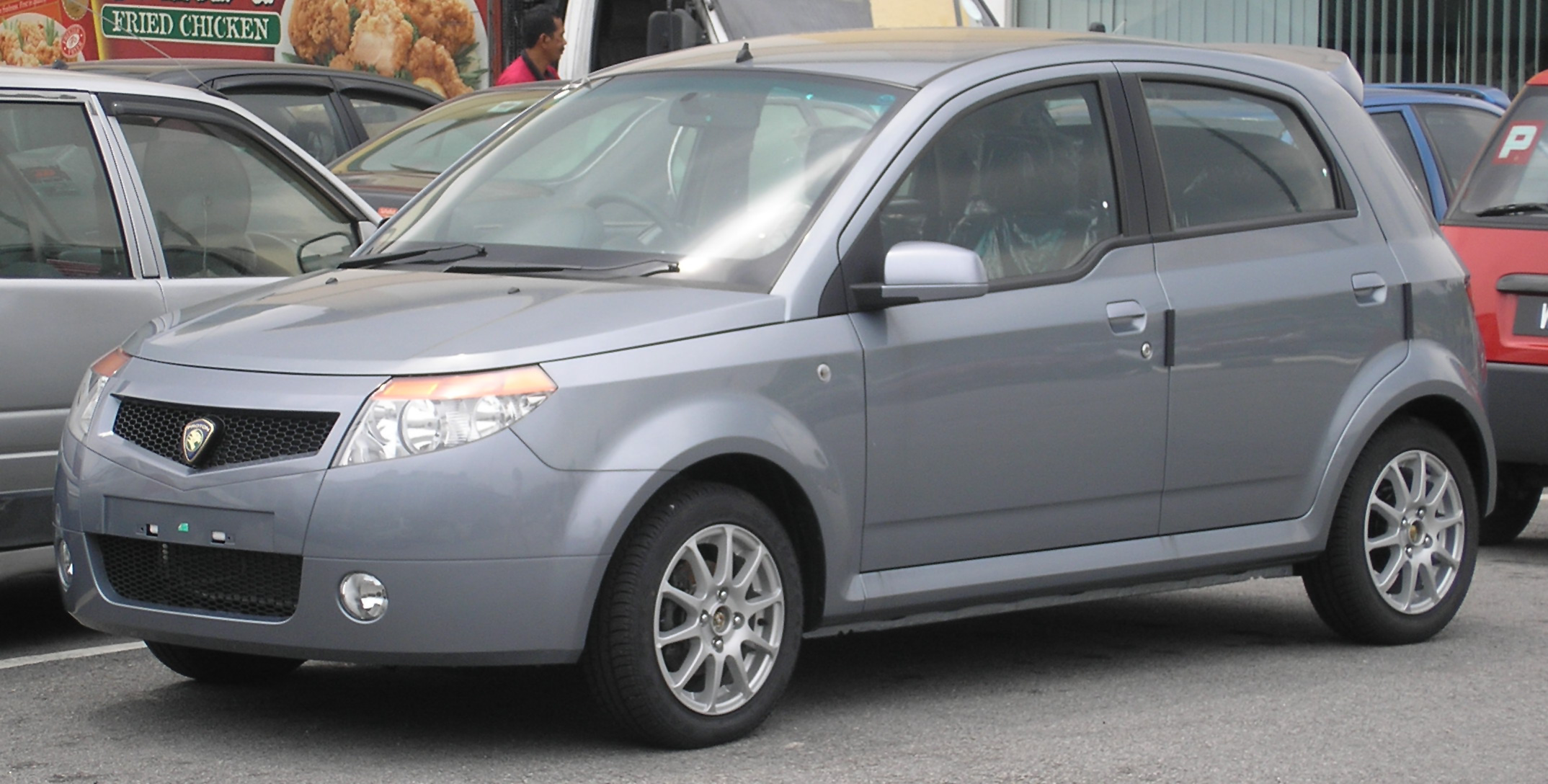
Proton Savvy после фейслифтинга

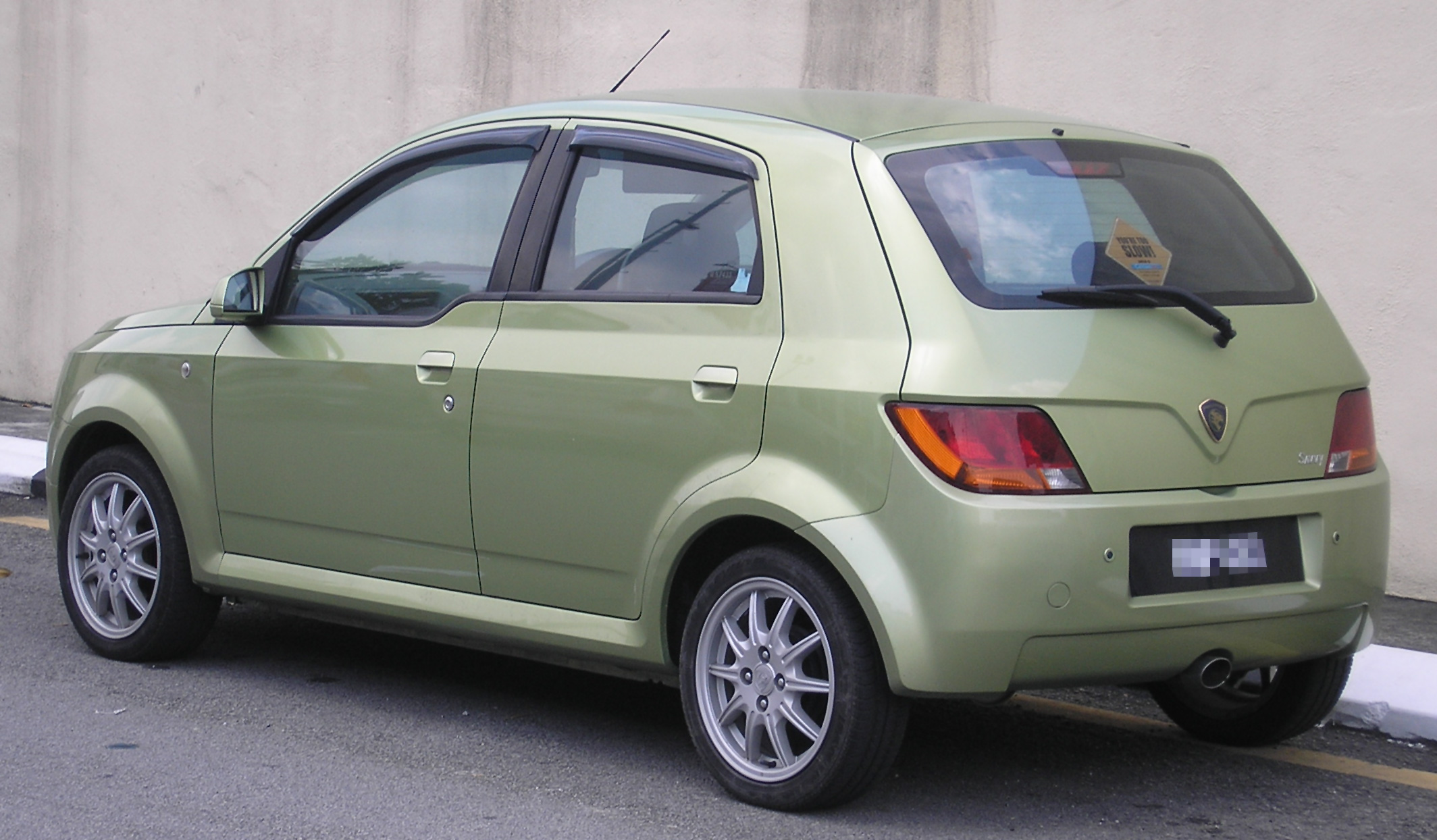
Задняя часть автомобиля Proton Savvy до фейслифтинга

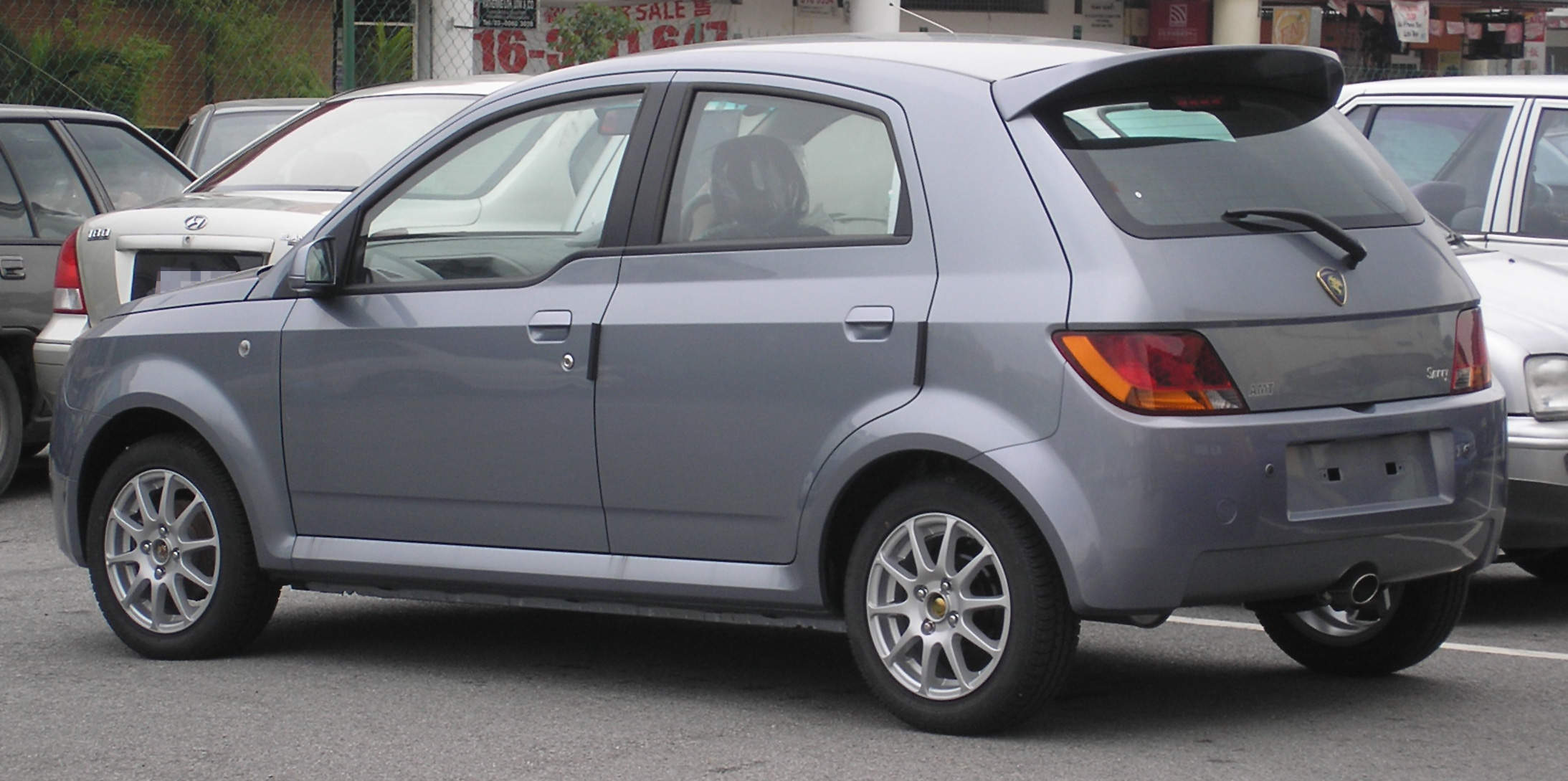
Задняя часть автомобиля Proton Savvy после фейслифтинга

Автомобиль Proton Savvy впервые был представлен в июне 2005 года. Изначально автомобиль производился только с механической трансмиссией, с ноября 2005 года автомобиль оснащался роботизированной трансмиссией. В сентябре 2005 года были произведены экспортные модификации для соединённого королевства.
В марте 2006 года была произведена модификация Proton Savvy Zerokit при совместной разработке Proton Edar Sdr Holding и Rally Race Research.
3 января 2007 года автомобиль Proton Savvy прошёл фейслифтинг в Тайване, а 19 января 2007 года — в Малайзии. На приборной панели присутствует TFT-монитор. До фейслифтинга передняя и задняя часть автомобилей Proton Savvy были V-образными, после него перед и зад были горизонтальными.
В июле 2007 года была произведена модификация Proton Savvy Lite.
С января 2008 года на шасси Proton Savvy производилось второе поколение автомобилей Proton Saga.
В 2013 году производство автомобиля Proton Savvy было завершено из-за проблем с продажами.